# Oberlarg
Oberlarg é uma comuna francesa na região administrativa de Grande Leste, no departamento Alto Reno. Estende-se por uma área de 8,11 km². Em 2010 a comuna tinha 140 habitantes (densidade: 17,3 hab./km²).